# Muchacho (strip)
Muchacho is een Franse stripreeks die begonnen is in mei 2004 met Emmanuel Lepage als schrijver en tekenaar.

## Albums
Alle albums zijn uitgegeven door Dupuis.
1. Muchacho deel 1
2. Muchacho deel 2